# پیکان اکرز، تگزاس
پیکان اکرز (به انگلیسی: Pecan Acres) یک منطقهٔ مسکونی در ایالات متحده آمریکا است که در تگزاس واقع شده‌است. پیکان اکرز ۵۴٫۰ کیلومتر مربع مساحت و ۴٬۰۹۹ نفر جمعیت دارد و ۲۱۷ متر بالاتر از سطح دریا واقع شده‌است.